# Willi Baumeister
Willi Baumeister, född 22 januari 1889 i Stuttgart, död där 31 augusti 1955, var en tysk målare, grafiker och scenograf. Han påverkades redan före första världskriget av modernismen och utvecklades till en djärv och ledande nyskapare och experimentator inom det abstrakta måleriet under mellankrigstiden.

## Biografi
Willi Baumeister föddes i Stuttgart och genomgick en lärlingsutbildning till dekorationsmålare i sin hemstad åren 1905–1907. Under denna tid påbörjade han också konststudier vid konsthögskolan i Stuttgart.
Efter militärtjänsten fortsatte han studierna för bland annat Adolf Hölzel fram till 1912 då han framgångsrikt deltog i en utställning i Zürich. Ett år senare deltog han i den betydande manifestationen av modern konst på Erster Deutscher Herbstsalon i Herwarth Waldens och galleriet Der Sturms regi i Berlin. År 1914 hade han sin första separatutställning på Der Neue Kunstsalon.
Efter medverkan i första världskriget åren 1914 – 1918 blev Baumeister år 1919 medlem av den konstnärligt radikala Novembergruppe i Berlin, grundad av bland andra Max Pechstein. Gruppen blev en av de viktigaste tyska konstnärsföreningarna fram till 1933.
1919 gjorde Baumeister sin första scenografi, vilken under årens lopp skulle följas av sjutton andra. 1920 avslutade han sina konststudier och började verka som oberoende konstnär. Han deltog i samlingsutställningar i Berlin, Dresden och Hagen. Hans popularitet och erkännande utomlands blev tydligt efter en utställning 1922, tillsammans med Fernand Léger, på galleriet Der Sturm i Berlin.
Vid sidan av sitt konstnärliga arbete var han också aktiv i reklambranschen och utformade annonser för flera företag, såsom Bosch och Deutsche Linoleumwerke.
Baumeister kallades som professor till konsthögskolan i Frankfurt 1928, men avstängdes 1933 från sin lärarverksamhet av de nazistiska myndigheterna som stämplade den konst han representerade som "degenererad". Mängder av hans verk konfiskerades från museer runt om i Tyskland. Fem av dem valdes ut till vandringsutställningen entartete Kunst (1937–1941). Efter Nazitysklands fall återinsattes Baumeister som professor, nu vid konsthögskolan i Stuttgart.

## Utställningar i urval
- 1910 Württembergischer Kunstverein (som gästutställare hos en fransk konstnär), Stuttgart, Tyskland
- 1927 Galerie d’Art Contemporain, Paris, Frankrike
- 1930 Venice Biennale, Italien
- 1931 Kunstverein Frankfurt am Main, Tyskland
- 1935 Galeria Milione, Milano, Italien
- 1939 Galerie Jeanne Bucher, Paris, Frankrike
- 1949 Galerie Jeanne Bucher, Paris, Frankrike
- 1950 Zen 49, Central Collecting Point, München, Tyskland
- 1951 Deutscher Künstlerbund, Hochschule für Bildende Künste, Berlin, Tyskland
- 1953 Guggenheim Museum, New York, USA
- 1954 Württembergischer Kunstverein, Stuttgart, Tyskland
- 1955 documenta 1, Kassel, Tyskland
- 1955 Cercle Volnay, Paris, Frankrike
- 1959 documenta II, Kassel, Tyskland
- 1964 documenta III, Kassel, Tyskland
- 1965 Wallraf-Richartz-Museum, Köln, Tyskland
- 1989 Nationalgalerie Berlin, Tyskland
- 1999 Willi Baumeister et la France, Musée d’Unterlinden, Colmar, Frankrike
- 2000 Musée d’Art Moderne, Saint Etienne, Frankrike
- 2003 Museo Thyssen Bornemisza, Madrid, Spanien
- 2004 Städtische Galerie im Lenbachhaus, München, Tyskland
- 2004 Willi Baumeister – Karl Hofer: Begegnung der Bilder, Museum der bildenden Künste, Leipzig, Tyskland
- 2005 Bucerius Kunst Forum, Hamburg, Tyskland
- 2005 Die Frankfurter Jahre 1928–1933, Museum Giersch, Frankfurt am Main, Tyskland
- 2005 Westfälisches Landesmuseum für Kunst- und Kulturgeschichte, Münster, Tyskland
- 2006 Von der Heydt-Museum, Wuppertal, Tyskland
- 2007 Kunstmuseum Stuttgart, Tyskland